# Irresistible (Fall Out Boy)
Irresistible è un singolo del gruppo rock statunitense Fall Out Boy, pubblicato nel 2015 ed estratto dal loro sesto album in studio American Beauty/American Psycho.
Una versione remix del brano, con la partecipazione della cantante Demi Lovato, è stata pubblicata nell'ottobre 2015.
Un'altra versione remix realizzata in collaborazione con Migos è inclusa nell'album Make America Psycho Again.

## Tracce
- Download digitale

1. Irresistible – 3:26

- Singolo Remix

1. Irresistible (featuring Demi Lovato) – 3:25